# Paradoxul Cloverfield
The Cloverfield Paradox (cu sensul de Paradoxul Cloverfield) - denumit anterior God Particle (cu sensul de Particula lui Dumnezeu) - este un  film american SF thriller din 2018 regizat de Julius Onah. Rolurile principale sunt interpretate de actorii Daniel Brühl, John Krasinski, Elizabeth Debicki, Gugu Mbatha-Raw, Chris O'Dowd, Zhang Ziyi și David Oyelowo. Inițial a fost programat a avea premiera la 24 martie 2017, distribuitor fiind Paramount Pictures.. Este al treilea film din franciza Cloverfield, după Monstruos (Cloverfield) din 2008 și Strada Cloverfield 10 (10 Cloverfield Lane) din 2016.
În ianuarie 2018,  titlul a fost schimbat la Untitled Cloverfield Sequel și scenariul inițial cu dispozitivul particula lui Dumnezeu este posibil să fi fost complet eliminat din scenariu. A avut premiera la 4 februarie 2018.

## Prezentare
Rapoartele anterioare au sugerat că scenariul ar fi:
Un grup de astronauți de pe o stație spațială luptă pentru supraviețuire într-o cursă contra-timp după ce fac o descoperire înfricoșătoare, lucru care le schimbă complet percepția despre realitatea înconjurătoare.
Începând cu ianuarie 2018, a fost raportat faptul că dispozitivul inițial cu particula lui Dumnezeu este posibil să fi fost complet eliminat din scenariu.
Filmul are loc în anul 2028, când Pământul suferă de o criză energetică globală. Agențiile spațiale  de pe planetă se pregătesc să testeze acceleratorul de particule Shepard la bordul stației Cloverfield, lucru care ar oferi Pământului o energie infinită, în timp ce teoreticienii conspirației se tem că va crea "Paradoxul Cloverfield", deschizând portaluri către alte dimensiuni, permițând ororilor să amenințe Pământul.

## Distribuție

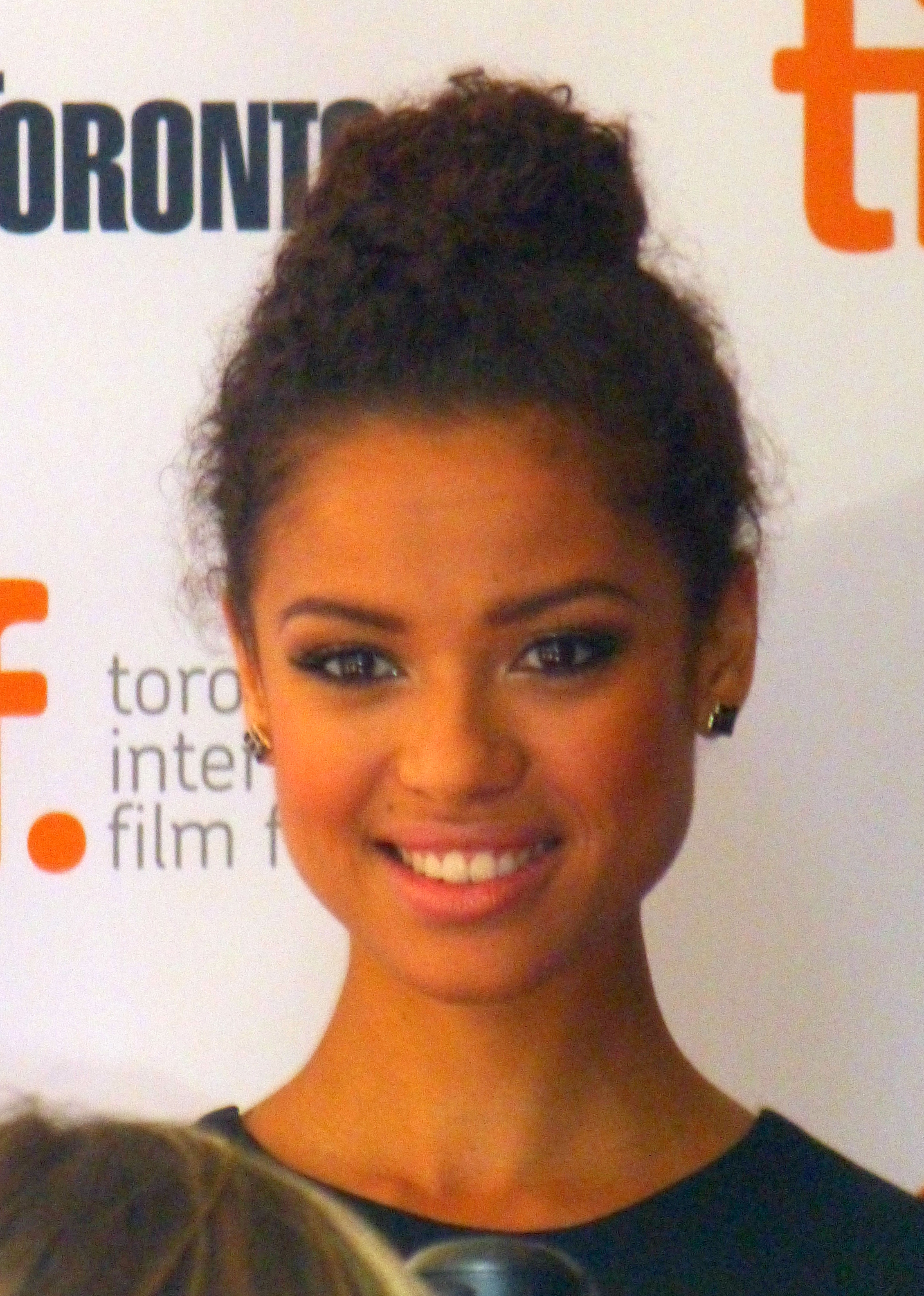
Gugu Mbatha-Raw

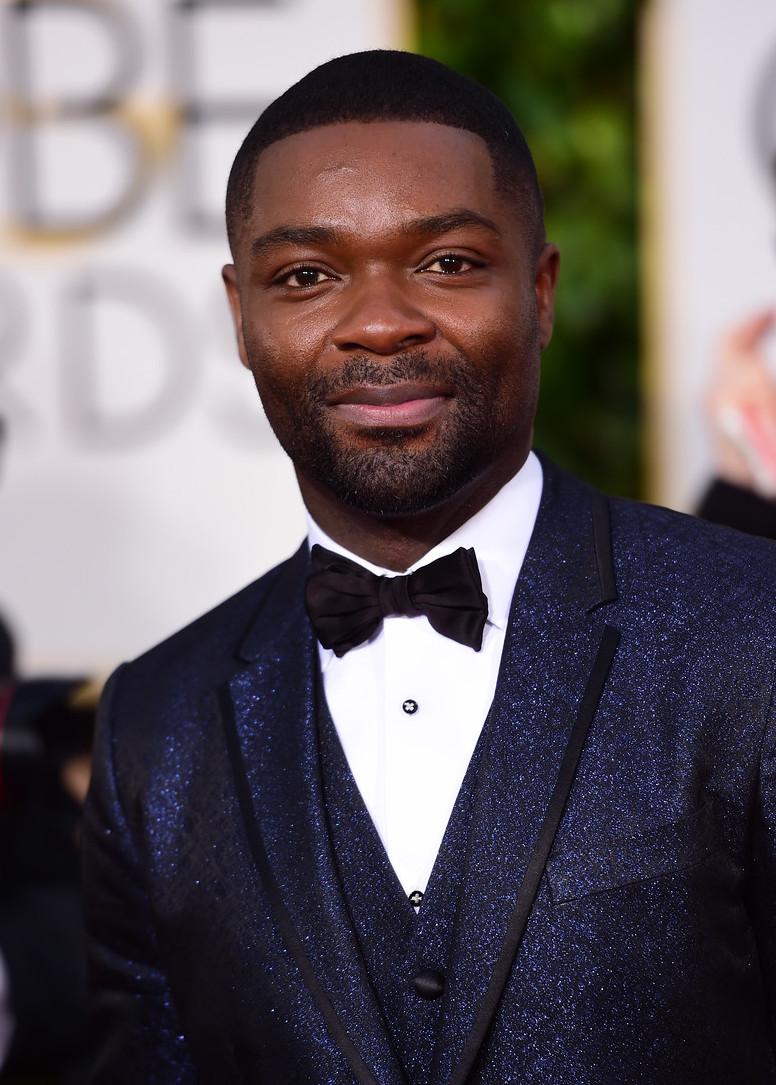
David Oyelowo

- Gugu Mbatha-Raw[8] ca Ava Hamilton
- David Oyelowo ca Kiel
- Daniel Brühl ca Schmidt
- John Ortiz ca Monk Acosta
- Chris O'Dowd ca Mundy
- Aksel Hennie ca Volkov
- Zhang Ziyi ca Tam
- Elizabeth Debicki ca Mina Jensen
- Roger Davies ca Michael Hamilton
- Clover Nee ca Molly

## Producție
Filmările au început la 10 iunie 2016.